# Agromyza parvicornis
Agromyza parvicornis är en tvåvingeart som beskrevs av Friedrich Hermann Loew 1869. Agromyza parvicornis ingår i släktet Agromyza och familjen minerarflugor. Inga underarter finns listade i Catalogue of Life.